# 法依马拉加·卢卡
法依马拉加·卢卡（英語：Faimalaga Luka，1940年4月15日—2005年8月19日），图瓦卢政治人物，第6任图瓦卢总理（2001年2月-2001年12月）、第9任图瓦卢议会议长（2003年），第7任图瓦卢总督（2003年-2005年）。